# District de Longshan
Pour les articles homonymes, voir Longshan (homonymie).
Le district de Longshan (龙山区 ; pinyin : Lóngshān Qū) est une subdivision administrative de la province du Jilin en Chine. Il est placé sous la juridiction de la ville-préfecture de Liaoyuan.